# Santuario de Nuestra Señora de Valvanera (Pitalito)
El Santuario de Nuestra Señora de Valvanera, es una capilla de culto católico ubicada en el municipio de Pitalito (Huila, Colombia). En el Santuario se venera la imagen de la Virgen de Valvanera que data del siglo XIX.

## Historia
En el año de 1898, se dio inicio a la construcción de un nuevo templo hacia el sureste de la población, por parte de un devoto de la santísima Virgen, llamado Nemesio Rojas. Él conservaba una imagen de la Virgen en su advocación de Valvanera y la había dado de tiempo atrás a la veneración de los fieles en un oratorio público de su casa de campo, pero deseando darle mayor esplendor al culto que se le tributaba a su celestial protectora, emprendió la construcción de una iglesia y la habría terminado en poco tiempo si la muerte no hubiera venido a terminar con aquella recia voluntad, quedando apenas iniciados los muros de la nueva construcción.  En 1905 se reanudaron los trabajos por la iniciativa de Monseñor Esteban Rojas Tovar, Obispo de Garzón. El 8 de septiembre de 1911 se hizo la solemne dedicación y fue creada  la nueva parroquia bajo el patrocinio de nuestra señora de Valvanera.
Esta iglesia solo tenía una nave; el padre Camilo Trujillo (1936-1942) le añadió en el extremo occidental una capilla de tres naves. La parte nueva y la sacristía están baldosinadas, y toda la nave central, cielo rasos de madera con cuidado y buen gusto. El templo tiene torre de dos cuerpos  sin contar la pirámide en que termina. Esta parroquia cesó por disposición de Monseñor Martínez.
Sucedido el terremoto del 9 de febrero de 1967, se desplazó al departamento una comisión técnica de la Universidad Javeriana con el objeto de evaluar el estado de las iglesias y casas curales encontrando que se había desprendido del cuerpo principal la fachada debido a la falta de amarres, aconsejan su demolición y reconstrucción de la fachada .
La parroquia de Valvanera fue reactivada  mediante Decreto Diocesano No. 010 de 1978.